# Colpoma ledi
Colpoma ledi är en svampart som först beskrevs av Alb. & Schwein., och fick sitt nu gällande namn av B. Erikss. 1970. Colpoma ledi ingår i släktet Colpoma och familjen Rhytismataceae.  Arten är reproducerande i Sverige. Inga underarter finns listade i Catalogue of Life.